# Мери Лазарова
Мери Лазарова (на македонска литературна норма: Мери Лазарова) е стоматоложка и политик от Северна Македония.

## Биография
Родена е на 17 септември 1984 година в град Кавадарци, тогава в Социалистическа федеративна република Югославия. По произход е от Валандово. Завършва Стоматологичния факултет на Скопския университет и специализира простетика.
В 2016 година е избрана за депутат от Социалдемократическия съюз на Македония в Събранието на Република Македония.
В 2017 година поддържа референдума в община Валандово против изграждането на рудника Казандол.
На 10 февруари 2018 година е тежко ранена при автомобилна катастрофа на пътя Демир Капия - Удово. В катастрофата леко е ранен и пътувалият с нея кмет на Валандово Перо Костадинов.